# Rifugio Guido Rey
Il rifugio Guido Rey è un rifugio situato nel comune di Oulx (TO), in val di Susa, nelle Alpi Cozie, a 1761 m s.l.m.

## Caratteristiche
È intitolato a Guido Rey (industriale, scrittore, alpinista e fotografo), nipote di Quintino Sella e da lui introdotto all'amore per la montagna.

## Storia
Il rifugio, di proprietà del Club Alpino Italiano, sezione CAI-Uget di Torino, è stato costruito a partire da una vecchia costruzione militare.

## Accesso
L'accesso avviene a partire dalla frazione Chateau-Beaulard di Oulx. È possibile salire a piedi in circa mezz'ora oppure con un mezzo fuoristrada.

## Ascensioni
Il rifugio è punto di partenza per escursioni al massiccio della Grand'Hoche (Roche della Garde, passo dell'Orso, punta Grand'Hoche, Guglia d'Arbour) e alla Madonna del monte Cotolivier.